# カンポ広場
座標: 北緯43度19分06秒 東経11度19分53秒 / 北緯43.31833度 東経11.33139度

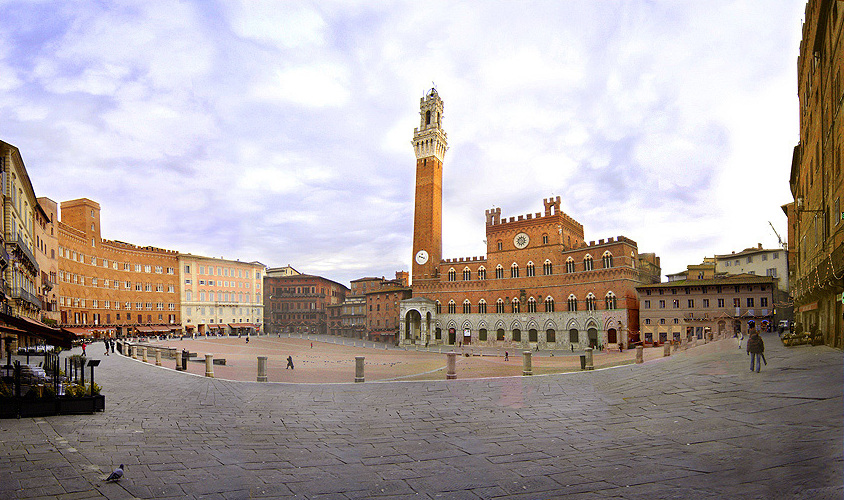
シエーナのカンポ広場

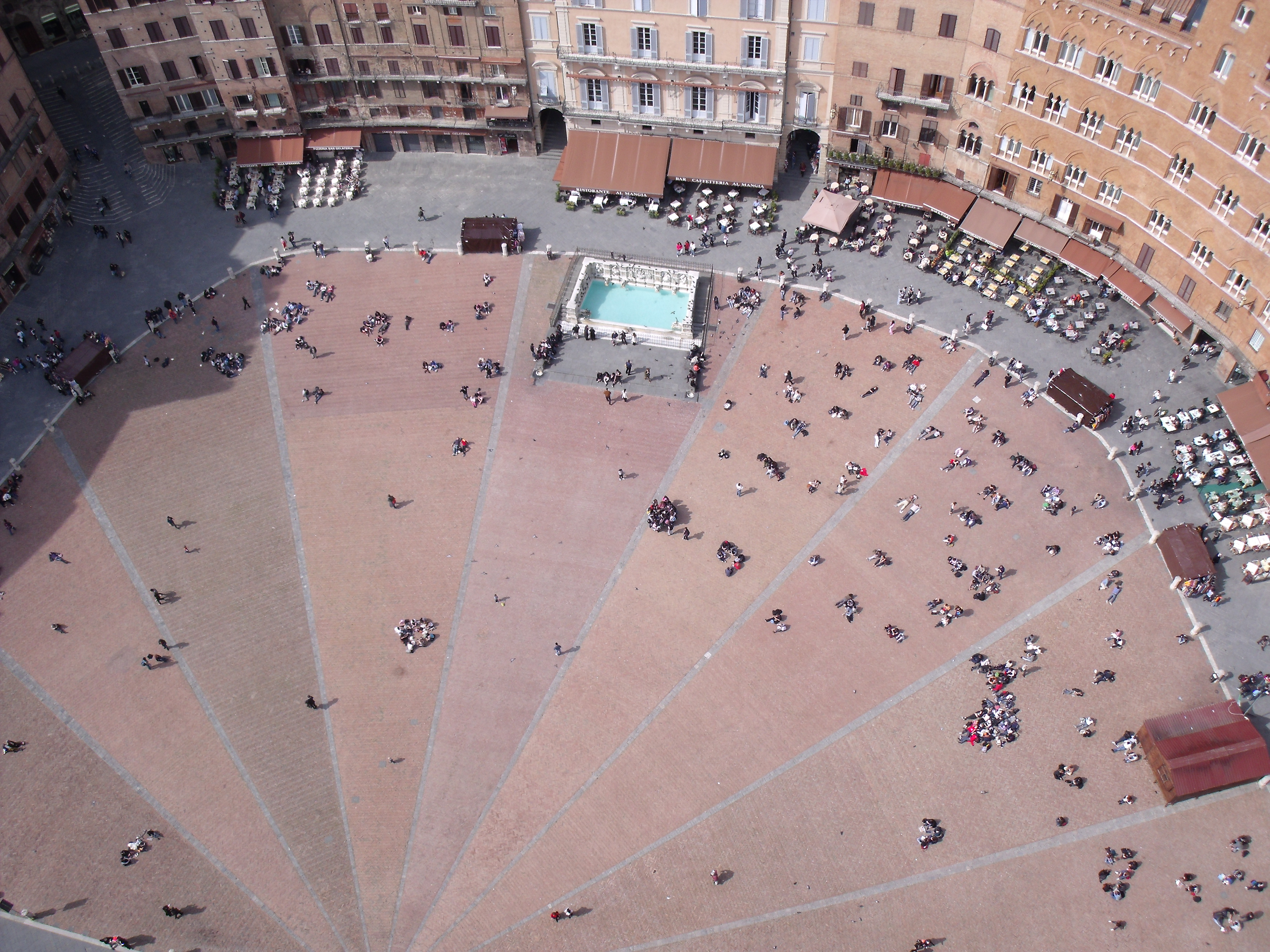

カンポ広場（イタリア語: Piazza del Campo）はイタリア共和国トスカーナ州シエーナの中心部にある歴史的な広場で、中世の広場としてはヨーロッパで最大のもののひとつである。カステルヴェッキオ、サン・マルティーノ、カモッリーアの3つの丘が合流する窪地に作られているため扇のような形状をしており、扇の付け根に向かって傾斜になっている。
元々は起伏の激しい土地であったが、徐々に街路・アクセスの整備が行われ、13世紀末から14世紀半ばまでの期間でほぼ現在のような状態になった。
年2回、競馬（シエーナのパーリオ）が広場の外周を回るかたちで開催される。

## 建築
13世紀以降、コムーネの成立によりイタリア諸都市における政治の中心がドゥオーモから市庁舎に移るようになってからの広場の特徴として、規則的なデザインが挙げられるが、カンポ広場もこれに漏れない。
景観を維持するため建築に関しては都市条例によって特に厳しく規制が行われ、専門の役人「装飾監督官」の管理のもと建物の高さ・幅、窓や扉の形、さらには素材に至るまで細かな規定に従って作られた。またそれらの適用は公共建築はもちろん、市庁舎や日々整備される広場の街並みにバランスがとれた建築であるよう広場の周囲を囲む私人のパラッツォにまで広く及び、現在ではその構造の完全さが世界的に評価されている。

## 機能
広場の最たる役割として市場の開催地としての機能が挙げられる。市庁舎の向かいには合法的に商業を行うことを許された者の登録所として商業会館が設けられ、広場は経済活動の中枢を担っていた。
また商業空間としてだけでなく、ドゥオーモに代わり条例・判決の布告さらには公開処刑など公的な権力が執行される支配空間。さらにエルモラ、またはプーニャと呼ばれる模擬戦や貴族による騎馬槍試合などが催されるスポーツの舞台や賭博場としての社交空間という側面を持っていた。（ただしエルモラは1262年の都市条例で廃止。賭博も一時は禁止とされ、それが解けた後も規制と緩和が繰り返された）加えて説教の場として宗教的機能をも有し、極めて多機能的な空間であり市民の生活の中心としての役割を担っていた。

## ガイアの泉
広場の北西の端に建設された泉。1343年に着工、1348年に完成し除幕式が行われた。「ガイア」とは「喜び」という意味。地下水道の完成への人々の歓喜の声に由来するとも、幸運と祝賀をもたらす泉であるとも言われ、その由来には諸説ある。15世紀には彫刻家ヤコポ・デッラ・クエルチャにより彫刻が施されたが、現在の広場で見ることが出来るのは1858年に取り替えられたレプリカであり、現物はプッブリコ宮の回廊に展示されている。